# Dobrava pri Škocjanu
Dobrava pri Škocjanu – wieś w Słowenii, w gminie Škocjan. W 2018 roku liczyła 220 mieszkańców.